# Brama Tygrysa i Smoka
Brama Tygrysa i Smoka (chiń. upr. 龙虎门; chiń. trad. 龍虎門; pinyin Lóng Hǔ Mén; jyutping Lung4 Fu2 Mun4; ang. Dragon Tiger Gate) – hongkońsko-chiński film sensacyjny z 2006 roku w reżyserii Wilsona Yipa.

## Opis fabuły
Brama Tygrysa i Smoka to akademia, która kształci mistrzów sztuk walki. Ich celem jest wojna z chińską mafią. Dwaj potomkowie założyciela szkoły, Tygrys (Nicholas Tse) i Smok (Donnie Yen), spotykają się po latach. Jednoczą siły, by pokonać demonicznego Shibumiego (Yu Kang).

## Obsada
- Donnie Yen jako Smok Wong
  - Howard Sit jako młody Smok
- Nicholas Tse jako Tygrys Wong
  - Tam Chun-ho jako młody Tiger
- Shawn Yue jako Turbo Shek
- Dong Jie jako Ma Xiaoling
  - Isabella Leong jako Ma Xiaoling (głos)
- Chen Kuan-tai jako Ma Kun
- Yu Kang jako Shibumi
  - Louis Koo jako Shibumi (głos)
- Li Xiaoran jako Luosha
  - Ella Koon jako Luosha (głos)
  - Chan Kwan-king jako młody Luosha
- Yuen Wah jako Mistrz Wong
- Wong Yuk-long jako Mistrz Qi
- Vincent Sze jako Scaly
- Tommy Yuen jako Xing
- Sam Chan jako Ming
- Alan Lam jako Patch
- Nick Lam jako Hei

i inni